# Vinzenz Hampel
Vinzenz Hampel (* 29. Januar 1880 in Mastig bei Arnau, Bezirk Hohenelbe; † 27. Juni 1955 in Altbach, Landkreis Esslingen) war ein deutscher Pädagoge und Musiker. Er ist bekannt als Komponist des Riesengebirgslieds.

## Leben
Vinzenz Hampel machte eine Ausbildung zum Lehrer und wirkte zunächst in Hohenelbe, Harta und Tschermna. 1915 wurde ihm die Leitung des „Schwachsinnigen-Heims“ in Hohenelbe übertragen, das 1918 in eine Erziehungsanstalt für verwahrloste, schwer erziehbare und psychopathische Knaben umgewandelt wurde. Der Schwerpunkt von Hampels eigener Lehrtätigkeit lag in der Sprachheilpädagogik, erfolgreich war besonders seine Behandlungsmethode des Stotterns. Das Heim sowie ein angeschlossenes Studentenheim für Zahlzöglinge leitete Hampel bis zu seiner Pensionierung 1936. Auch im Ruhestand, den er zunächst in Leitmeritz verlebte, arbeitete er weiter als Sprachheillehrer. 1941 wurde in Mährisch-Schönberg eine Sprachheilschule nach seiner Methode errichtet.
In Hohenelbe war Hampel Chormeister des Gesangvereins „Liedertafel“, für den er auch Texte heimischer Dichter und eigene Dichtungen vertonte. Sein größter Erfolg wurde 1915 die Komposition des Riesengebirgslieds, dessen Text von Othmar Fiebiger er in der Festschrift des Trautenauer Gesangvereins „Harmonie“ von 1914 gefunden hatte.
1945 wurde er aus seiner Heimat vertrieben. Mit seiner Familie nahm er zunächst in Thüringen seinen Wohnsitz. Da er bei den dortigen Machthabern nicht wohlgelitten war, siedelte er über Berlin schließlich nach Altbach am Neckar um, wo er nach mehreren Schlaganfällen im Alter von 75 Jahren starb.

## Schriften
- Sprachheilschulen im Sudetenland. In: Die deutsche Sonderschule. 9. Jg. 1942, 9/10, S. 254–256.
- Stottern rasch beseitigt. Teil I: Sprechfibel. Teil II: Anleitung zum Gebrauch der Sprechfibel. Reichenberg 1942.
- Die Geschichte des Liedes vom Riesengebirge. In: Hohenelber Heimatbüchlein. Band 1, 1949, S. 108–112.